# Victor-Gaston Martiny
Pour les articles homonymes, voir Martiny (homonymie).
Victor-Gaston Martiny, né à Gand le 15 juillet 1916, mort à Uccle (Région bruxelloise) le 3 février 1996, est un architecte et historien de l’architecture belge.

## Carrière
Formé à l’Académie royale des beaux-arts de Bruxelles dans l’atelier de Henri Lacoste, qui savait insuffler à ses élèves le goût de l’histoire, où il décroche son diplôme d’architecte en 1937, il se perfectionna à l’Université libre de Bruxelles où il obtient en 1946 un graduat en histoire de l’art et archéologie.
Architecte-urbaniste en chef de la Province de Brabant, professeur à l’Académie royale des beaux-arts de Bruxelles et à l’université libre de Bruxelles, où il donna un cours d’archéologie médiévale, il était membre de la Commission royale des monuments et des sites. 
Il fut président de la S.A.D.Br. et président de la Société centrale d'architecture de Belgique.
Il fut grand-maître du Grand Orient de Belgique.
Il était l'époux de Flore Nys.

## Restaurateur de la cathédrale Saints-Michel-et-Gudule de Bruxelles
Il se spécialisa dans l’étude et le sauvetage des monuments du passé. C’est lui qui acheva la restauration de la cathédrale Saints-Michel-et-Gudule de Bruxelles, veillant à préserver tout ce qui pouvait l’être tout en se refusant à des ajouts dictés par le goût du pittoresque qui caractérisa les restaurations du XIXe siècle, en France notamment sous l’inspiration de Viollet-le-Duc.

## Constructions
L'on relève parmi son œuvre construite :
- 1937 à 1940 : plusieurs villas dans l’agglomération bruxelloise.
- Gendron-Celle, pavillons de chasse.
- 1957-1960 : école d’horticulture d’Anderlecht.
- 1960 : école d’horticulture de Louvain.
- 1965 : école professionnelle pour filles de Wavre.
- 1958 : pavillon du Brabant à l’Exposition universelle de 1958 à Bruxelles.
- 1958 : monument à Léopold Ier à La Panne.

## Publications
Victor-Gaston Martiny est l’auteur de nombreux articles et livres concernant l’histoire de l’architecture et des architectes.
- 1972 : "La Société centrale d'Architecture de Belgique depuis sa fondation (1872-1972)", dans : Les cahiers bruxellois, XVII, Bruxelles, 1972, p. 5-138 et ibidem, XVIII, p. 5-114 (fin)
- 1980 : Bruxelles. L'architecture des origines à 1900, Bruxelles, Vokaer, 1980.
- 1981-1984 : Histoire des villes et de leur plan, dans : Les cahiers bruxellois, XXVI, Bruxelles, 1981-1984, p. 49-59.
- 1982 : « Philosophie de la restauration en Belgique », dans : Maisons d’Hier & d’Aujourd’hui (Demeures Historiques et Jardins), n° 55, septembre 1982, p. 36-53.
- 1991 : « Le déplacement de monuments en région de Bruxelles-Capitale », dans : Les cahiers bruxellois, XXXII, Bruxelles, 1991, p. 85-106.
- 1992 : « Une loge maçonnique dans un couvent. Les Amis Philanthropes succèdent aux Carmélites au Sablon (1798-1865) », dans : Les cahiers bruxellois, XXXIII, Bruxelles, 1992, p. 91-118.
- 1993-1994 : « L'urbanisme au travers de l'histoire », dans : Les cahiers bruxellois, XXXIV, Bruxelles, 1993-1994, p. 7-40.
- 1994 : « André Levêque », dans : Les cahiers de la Société centrale d’Architecture de Belgique, cahier no 1, mars 1994.
- 1994 : Carnets du patrimoine n°5 – L’abbaye d’Heylissem, Namur, Ministère de la Région wallonne, 1994.